# Energizer Holdings

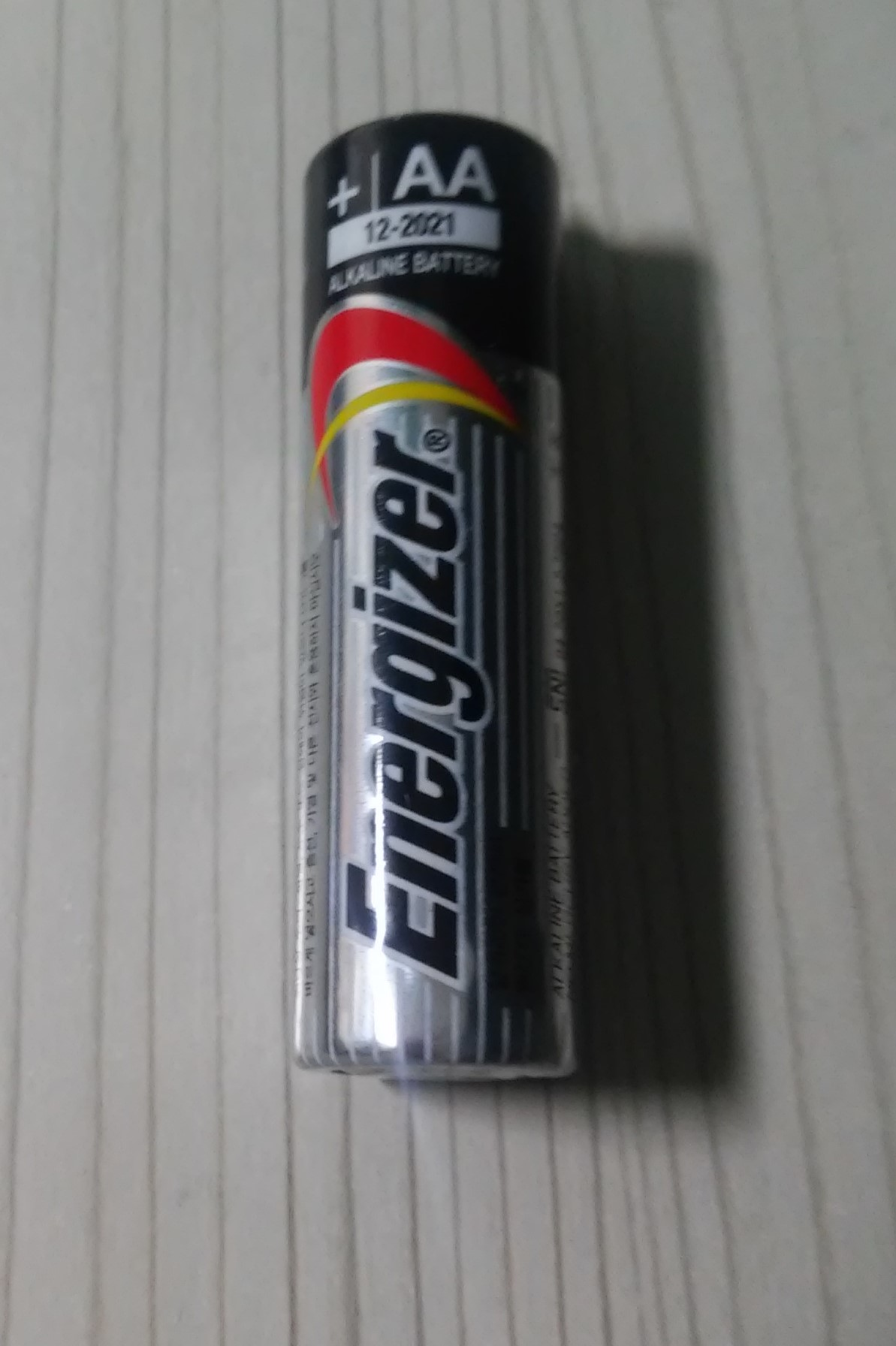
Mignon-Batterie von Energizer

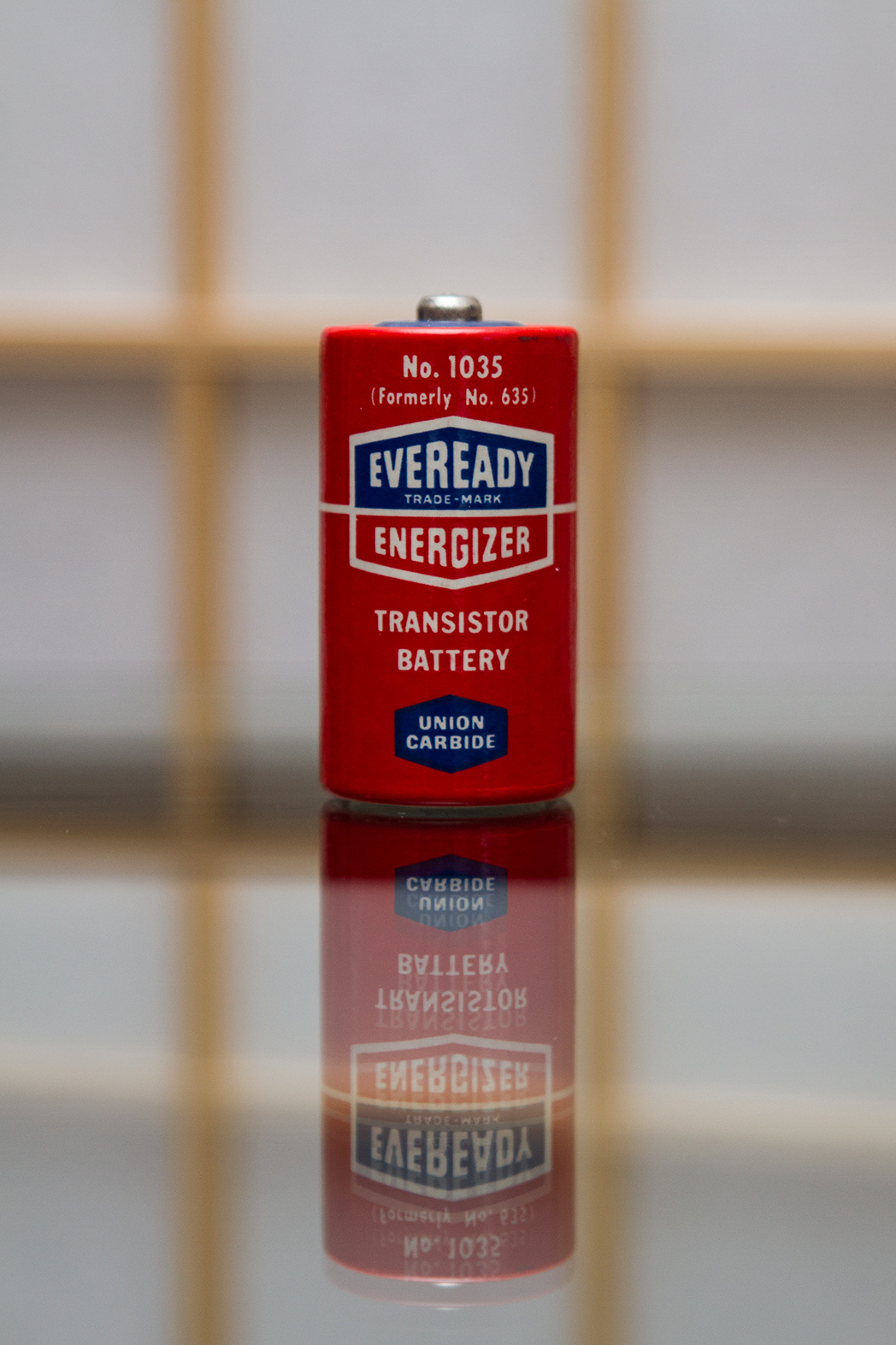
Eveready Batterie

Die Energizer Holdings, Inc. mit Firmensitz in Town and Country, Missouri ist einer der größten Hersteller von Batterien und Taschenlampen weltweit. Zum Konzern gehörte von 2003 bis zur Aufspaltung 2015 auch das britische Unternehmen Wilkinson Sword.

## Unternehmensgeschichte
Die Geschichte von Energizer begann im Jahr 1886, als Washington Herbert Lawrence (1840–1900), damals Manager der Brush Electric Company, das Unternehmen National Carbon Company (NCC) gründete. 1896 wurden von Energizer die ersten Batterien für Endnutzer angeboten. Die damals 6 Zoll große „The Columbia“-Batterie wurde entwickelt, um die ersten Telefone mit elektrischem Strom zu versorgen. Zwei Jahre später gründete der russische Einwanderer Conrad Hubert in New York die American Electrical Novelty and Manufacturing Company (AENMC), um Neuentwicklungen mit Batterien herzustellen und zu vermarkten.
1905 änderte AENMC seinen Namen in American Ever Ready, um mit dem Namen auf die Taschenlampenproduktion zu weisen. American Ever Ready wurde 1914 ein Unternehmensteil der National Carbon Company. Gemeinsam schufen sie das erste Unternehmen, das sich auf Batterien und Taschenlampen gemeinsam spezialisierte.
Die National Carbon Company fusionierte 1917 mit der Union Carbide Company und expandierte in den Vereinigten Staaten, Kanada und Mexiko. In den folgenden 32 Jahren wurde Union Carbide bekannt als der einzige Komplettanbieter für Batterien aller Größen und Taschenlampen. Als Union Carbide expandierte, wurde der „Eveready“-Markenname etabliert.
Im Laufe der Zeit wurden alle Produkte dann auf den neuen Markennamen „Energizer“ umbenannt.
Eveready Battery Company/Energizer entwickelten die erste 9-Volt-Batterie (1956). Ebenso entwickelte das Unternehmen die ersten Batterien für Transistorradios. Auch die ersten wiederaufladbaren Nickel-Cadmium-Akkus kamen 1958 von Energizer. Die erste Standard-Alkaline-Batterie wurde 1959 von Energizer entwickelt.
Energizer entwickelte um 1960 die erste Silberoxid-Zelle für die Verwendung in Hörgeräten oder Uhren. Damit schuf man auch die Grundlage für die Lithiumbatterie-Technik, die erstmals 1963 mit einer Lithium-Zelle marktreif wurde.
1986 kaufte Ralston Purina Co. mit Sitz in St. Louis, Missouri die Eveready Battery Company, das Holdingunternehmen aller Energizer-Marken.
2007 übernahm Energizer den Pflegemittelhersteller Playtex Products. Energizer zahlte (einschließlich der übernommenen Schulden) 1,9 Mrd. US-Dollar (damals umgerechnet 1,4 Mrd. Euro) für Playtex.
Am 1. Juli 2015 wurde der Konzern aufgespalten. Der Bereich Haushaltswaren (Batterien, Taschenlampen) wurde als Energizer Household Products (EHP) abgetrennt und übernahm später wieder den Namen Energizer Holdings. Die bisherige Energizer Holdings, in der die Körperpflegeprodukte (Schick, Wilkinson Sword, Playtex, Hawaiian Tropic, Edge) verblieben, wurde in Edgewell Personal Care umbenannt.
Im Januar 2018 übernahm Energizer vom Mischkonzern Spectrum Brands dessen Batterie-Sparte Rayovac inklusive der Markenrechte an Varta für Consumer-Batterien. Allerdings musste Energizer nur ein Jahr später auf Anordnung der EU-Kartellbehörden den Bereich Haushaltsbatterien in der EU abgeben, dieser wurde daraufhin von Varta zurückgekauft.